# اچ‌ام‌اس آنداونتد (۱۸۸۶)
اچ‌ام‌اس آنداونتد (۱۸۸۶) (به انگلیسی: HMS Undaunted (1886)) یک کشتی بود که طول آن ۳۰۰ فوت (۹۱ متر) بود. این کشتی در سال ۱۸۸۶ ساخته شد.